# Patrick Dahlheimer

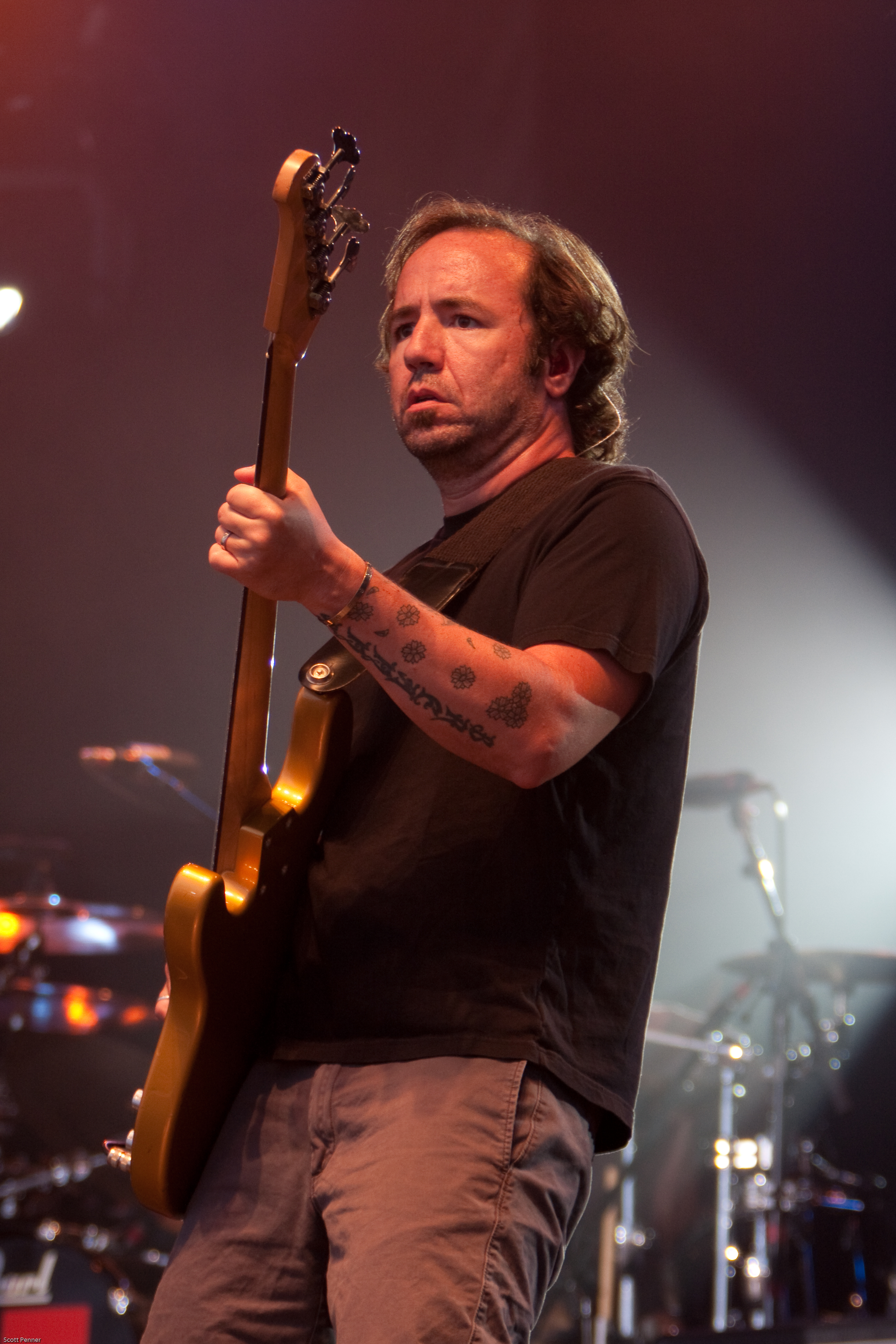
Patrick Dahlheimer

Patrick Michael Dahlheimer (York, Pennsylvania, 30 mei 1971) is de bassist van de Amerikaanse rockband Live en speelt sinds eind 2009 in The Gracious Few.
Hij speelt al basgitaar vanaf zijn 12e en speelde onder andere mee op cd's van Duran Duran. Als laatste van de vier bandleden van Live is hij getrouwd in het jaar 2000. De band Live werd opgericht in de geboorteplaats van Patrick, York (Pennsylvania), als First Aid.